# 李鐘允
李 鐘允（イ・ジョンユン）は、韓国の経済学者。韓日経済協会副会長、韓日産業技術協力財団専務理事等を務め、日本と大韓民国間の経済関係強化に寄与したとして、2017年秋の外国人叙勲で日本政府より旭日中綬章を受けた。

## 人物・経歴
当時まだ留学が珍しかった韓国において、1976年から日本に留学し、1982年一橋大学大学院経済学研究科博士課程単位取得退学。指導教官は溝口敏行。1984年、論文「韓国の貿易発展と総合商杜活動」で一橋大学経済学博士。審査員は指導教官溝口の他山澤逸平及び池間誠。
帰国後、早くから日本専攻や日本語専攻が設置されていた韓国外国語大学の国際通商学科教授に就任。韓日産業技術協力財団専務理事や韓日経済協会常勤副会長を務め、日韓の経済協力に尽力した。
韓国産業資源部貿易政策諮問委員等も歴任。韓国外国語大学校国際通商学科名誉教授。2017年秋の外国人叙勲で、日本と大韓民国間の経済関係強化に寄与したとして、日本国政府より旭日中綬章を授与された。